# Gotsmann (Adelsgeschlecht)

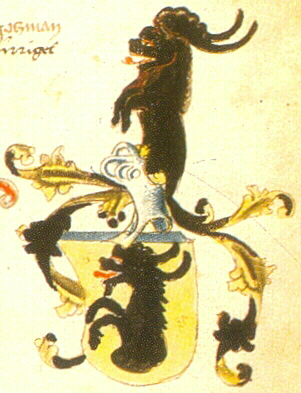
Wappen der Familie im Ingeram-Codex

Die Familie von Gotsman (auch Gotzmann oder Gottsmann) war ein fränkisches Adelsgeschlecht.

## Geschichte
Die Familie von Gotsman wurde bereits im 11. Jahrhundert erwähnt. Der Familie gehörte das Rittergut Büg bei Eckental.  Sie saß seit 1399 auf Schloss Thurn und nannte sich später Gotzmann von Thurn zu Neuhaus, Büg, Brand und Stopfenheim. Familienmitglieder waren Angehörige der Fürspänger. Aufgrund ihrer Besitzungen war die Familie im Ritterkanton Gebürg organisiert.
Hans Georg von Gotsman wurde 1532 mit der Burg Neuhaus (Neuhaus-Schierschnitz) belehnt, auf der seine Familie schon zuvor die sächsischen Vögte gestellt hatte.
Der Genealoge Johann Gottfried Biedermann hat im 18. Jahrhundert einen Stammbaum der Familie entworfen. Zu diesem Zeitpunkt war die Familie im Mannesstamm bereits ausgestorben. Nach Biedermann stellte die Familie mehrere Domherren in Würzburg, Bamberg und Eichstätt. Nach seinem Kenntnisstand starb die Familie mit Hans Friederich Gottsmann zum Thurn auf Neuenhaus, Büg, Brand und Stopffenheim im Mannesstamm aus. Er war kursächsischer Rat, Kammerjunker und Amtmann von Heldrungen und wurde letztmals 1575 im Zusammenhang mit Steuerzahlungen im Rahmen der Zugehörigkeit zu fränkischen Ritterkantonen erwähnt.

## Wappen
Das Wappen zeigt den aufsteigenden schwarzen Rumpf eines Steinbockes mit roter Zunge auf goldenem Grund. Die Helmdecken sind schwarz und gold. Die Helmzier wiederholt das Motiv des Wappenschildes mit dem Steinbock.

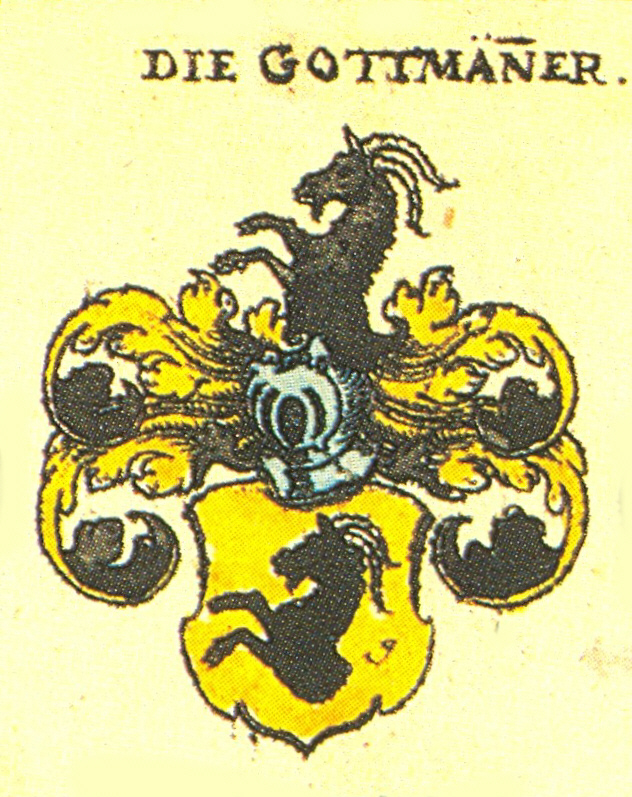
Wappen nach Siebmachers Wappenbuch
Wappen der Gemeinde Eckental